# اسبر
اسبر (به لاتین: Sbor) یک منطقهٔ مسکونی در بلغارستان است که در شهرستان کروموفگراد واقع شده‌است.